# Kirigami
Kirigami (切り紙) je umění založené na stříhání a ohýbání papíru (název z japonských slov kiru – stříhat a kami – papír).
Jen za pomocí nůžek se z obyčejného papíru A4 dají vykouzlit neobyčejné tvary. Mohou to být obyčejné dekorace či propracované budovy. Složením nastříhaného či nařezaného papíru lze nejen dosáhnout působivého efektu, ale i vytvořit skutečné prostorové těleso.
Typy:
- z jednoho kusu papíru poskládaného do prostoru jako origami,
- z více dílů (modulární) – více stejných či různých dílů přichycených k sobě.